# Гор Махиа
«Гор Махиа» (фр. Gor Mahia) — кенийский футбольный клуб из Найроби. Выступает в Премьер-лиге Кении. Основан в 1968 году. Домашние матчи проводит на стадионе «Найроби Сити», вмещающем 15 000 зрителей.

## История
«Гор Махиа» является самым титулованным и успешным клубом Кении за всю историю как на внутренней, так и на международной аренах. Клуб из Найроби двенадцать раз становился чемпионом страны, восемь раз побеждал в Кубке Кении и один раз завоевывал Суперкубок Кении. Последние на данный момент внутренние успехи клуба датируются 2008 и 2009 годами, когда были завоёваны Кубок и Суперкубок страны. На международной же арене «Гор Махиа» стал единственным представителем Кении, кому удалось одержать хотя бы одну победу в афрокубках — в 1987 году был выигран Кубок обладателей кубков КАФ. В несомненный актив клуба можно также занести и участие в финале Кубка Кубков КАФ в 1979 году.

## Достижения

### Местные
- Чемпион Кении — 20 (1968, 1974, 1976, 1979, 1983, 1984, 1985, 1987, 1990, 1991, 1993, 1995, 2013, 2014, 2015, 2017, 2018, 2019, 2020, 2023)

- Обладатель Кубка Кении — 10 (1976, 1981, 1983, 1986, 1987, 1988, 1992, 2008, 2011, 2012)

- Обладатель Суперкубка Кении — 1 (2008)

В качестве «Луо Унион»:
- Чемпион Кении — 2 (1964, 1975)

- Обладатель Кубка Кении — 3 (1964, 1965, 1966)

### Международные
- Кубок обладателей Кубков КАФ (1)
  - Победитель: 1987
    - Финалист: 1979